# Parafia św. Małgorzaty w Chybicach
Parafia św. Małgorzaty w Chybicach – jedna z 12 parafii dekanatu Starachowice-Południe diecezji radomskiej.

## Historia
Kościół pw. św. Małgorzaty fundacji kanoników krakowskich Świesława i Macieja ze Śnieżkowic sięga korzeniami lat 1361–1362, prawdopodobnie wtedy był też konsekrowany przez bp. Bodzantę. Należy przypuszczać, że równolegle z powstaniem kościoła była erygowana parafia. Świątynia była rozbudowywana i remontowana w 1617, a następnie w XVIII w. Wtedy to bp Michał Ignacy Kunicki w 1741 konsekrował ponownie kościół. Jest to budowla orientowana, gotycka, murowana z ciosów piaskowcowych. Nawa jest na rzucie prostokąta z węższym prostokątnym prezbiterium, wewnątrz pośrodku nawy znajduje się jeden ośmioboczny filar podtrzymujący żebra sklepień. Od zachodu przy nawie umiejscowiona jest na rzucie kwadratu wieża, częściowo ceglana.

## Terytorium
- Do parafii należą: Ambrożów, Nowy Bostów, Stary Bostów, Chybice, Nieczulice, Trzeszków, Wawrzeńczyce, Wieloborowice, Włochy[1].

## Proboszczowie
- 1936 – 1946 – ks. Stanisław Sendys
- 1946 – 1970 – ks. Michał Krakowiak
- 1970 – 2005 – ks. Jan Mnich
- 2005 – 2021 – ks. Janusz Bachurski
- 2021 - 2023 - ks. Marian Marszałek
- od 2023 - ks. Mirosław Jakubiak